# Qualicum Beach
Qualicum Beach is een plaats (town) in de Canadese provincie Brits-Columbia en telt 8502 inwoners (2006). De oppervlakte bedraagt 18,00 km². Het stadje is gelegen op de oostkust van Vancouvereiland.